# Laniscat
Laniscat (en bretó Lanniskad) és un municipi francès, situat a la regió de Bretanya, al departament de Costes del Nord. L'any 2009 tenia 841 habitants.

## Demografia
| 1962                                       | 1968 | 1975 | 1982 | 1990 | 1999 |
| ------------------------------------------ | ---- | ---- | ---- | ---- | ---- |
| 772                                        | 854  | 851  | 891  | 876  | 830  |
| Des de 1962: població sense dobles comptes |      |      |      |      |      |

## Administració
| Període   | Identitat         | Partit |
| --------- | ----------------- | ------ |
| 1995-2008 | Daniel Kergaravat | PS     |
| 2008-     | Joël Chevalier    |        |

## Història
El 2007 es va trobar a Rosquelfen un excepcional tresor de 545 monedes d'or de l'època dels gals, de vers el 75-50 aC. És el major dipòsit de monedes cèltiques d'Armòrica, potser dels osismes.